# مجلس وزراء الولايات المتحدة
مجلس الوزراء في الولايات المتحدة هو جزء من الفرع التنفيذي للحكومة الفيدرالية للولايات المتحدة. أعضاء مجلس الوزراء هم نائب رئيس الولايات المتحدة ورؤساء الإدارات التنفيذية الفيدرالية، وجميعهم - إذا كانوا مؤهلين - هم في خط الخلافة الرئاسي.
لا ينص دستور الولايات المتحدة صراحة على إنشاء مجلس الوزراء. إن دور مجلس الوزراء، المستنتج من لغة فقرة الرأي (المادة الثانية، القسم 2، البند 1) من الدستور، هو العمل كهيئة استشارية رئيسية لرئيس الولايات المتحدة. بالإضافة إلى ذلك، يخول التعديل الخامس والعشرون نائب الرئيس، مع غالبية أعضاء معينين في مجلس الوزراء، لإعلان أن الرئيس «غير قادر على أداء سلطات وواجبات منصبه».
يتم تعيين أعضاء مجلس الوزراء (باستثناء نائب الرئيس) من قبل الرئيس، رهنا بمصادقة مجلس الشيوخ؛ بمجرد تأكيدهم، فإنهم يخدمون في إرضاء الرئيس، الذي يمكنه إقالتهم في أي وقت دون موافقة مجلس الشيوخ، كما أكدته المحكمة العليا للولايات المتحدة في قضية مايرز ضد الولايات المتحدة (1926). يخضع جميع المسؤولين الحكوميين الفيدراليين، بمن فيهم أعضاء مجلس الوزراء، أيضًا للمساءلة من قبل مجلس النواب والمحاكمة في مجلس الشيوخ بتهمة «الخيانة والرشوة أو غيرها من الجرائم والجنح الكبرى»، وفقًا للمادة الثانية، القسم 4.
يمكن للرئيس أيضًا أن يعين من جانب واحد كبار المستشارين من المكتب التنفيذي للرئيس ورؤساء الوكالات الفيدرالية الأخرى كأعضاء في مجلس الوزراء، على الرغم من أن هذا يمثل علامة على الوضع الرمزي ولا يمنح، باستثناء حضور اجتماعات مجلس الوزراء، أي صلاحيات إضافية.

## التاريخ
نشأ تقليد مجلس الوزراء من المناقشات التي دارت في الاجتماع الدستوري لعام 1787 بشأن ما إذا كان الرئيس سيمارس السلطة التنفيذية بمفرده أو بالتعاون مع مجلس وزراء أو مجلس خاص. نتيجةً لهذه المناقشات، يخول الدستور (المادة الثانية، القسم 1، البند 1) «السلطة التنفيذية» للرئيس منفردًا، ويأذن للرئيس -دون إجباره- (المادة الثانية، القسم 2، البند 1) «أن يطلب رأيًا خطيًا من الموظف الرئيسي في كل من الإدارات التنفيذية في أي موضوع يتعلق بواجبات منصبه». لا يحدد الدستور ماهية الإدارات التنفيذية أو عددها أو مهامها.
نظّم جورج واشنطن، أول رئيس للولايات المتحدة الأمريكية، ضباطه الرئيسيين في مجلس وزراء، وكان جزءًا من هيكل السلطة التنفيذية منذ ذلك الحين. تألف مجلس وزراء واشنطن من خمسة أعضاء: هو نفسه ووزير الخارجية توماس جفرسون ووزير الخزانة ألكسندر هاميلتون ووزير الحرب هنري نوكس والنائب العام إدموند راندولف. لم يكن نائب الرئيس جون آدامز مشمولًا في مجلس وزراء واشنطن لأن صاحب المنصب كان يُعتبر في البداية مسؤولًا تشريعيًا (رئيس مجلس الشيوخ). بالإضافة إلى ذلك، حتى حدوث شاغر في منصب الرئاسة (وهو ما لم يحدث حتى وفاة ويليام هنري هاريسون في عام 1841)، لم يكن من المؤكد أن نائب الرئيس كان يُسمح له بالعمل رئيسًا طوال مدة الولاية الأصلية بدلًا من مجرد القيام بدور الرئيس حتى إجراء انتخابات جديدة. لم يُدرج نواب الرئيس بشكل منتظم أعضاءً في مجلس الوزراء حتى القرن العشرين واعتُبروا بشكل رئيسي أعضاءً في السلطة التنفيذية.
عقد الرؤساء اجتماعات مجلس الوزراء التي تضم مجموعة مختارة من المسؤولين الرئيسيين ولكن بدرجات متفاوتة ولأغراض مختلفة. خلال إدارة الرئيس أبراهام لينكون، دعا وزير الخارجية وليام إتش. سيوارد إلى استخدام نظام حكومي شبيه بالبرلماني. مع ذلك، رفض لنكولن اقتراح سيوارد. بينما كان وودرو ويلسون أستاذًا جامعيًا دعا أيضًا إلى مجلس وزراء على النمط البرلماني، لكنه بعد أن أصبح رئيسًا، لم يطبق ذلك في إدارته. نمت مجالس الوزراء في الإدارات الأخيرة لتشمل الموظفين الرئيسيين في البيت الأبيض بالإضافة إلى رؤساء الإدارات والوكالات المختلفة. شكّل الرئيس رونالد ريغان سبعة مجالس وزارية فرعية لمراجعة العديد من قضايا السياسات، وقد اتبع الرؤساء اللاحقون هذه الممارسة.

## القانون الفيدرالي
ينص العنوان 3 من كود الولايات المتحدة في القسم 302 فيما يتعلق بتفويض السلطة من قبل الرئيس على أنه «لا يوجد هنا ما يشير إلى ضرورة تفويض صريح في أي حالة يفترض فيها أن هذا المسؤول قد تصرف بموجب القانون بسلطة أو توجيه من الرئيس». يتعلق هذا الأمر مباشرةً برؤساء الإدارات التنفيذية إذ أن كل منصب من مناصبهم تم إنشاؤه وتحديده بموجب القانون التشريعي (ومن هنا يأتي الافتراض)، فيمنحهم سلطة التصرف نيابةً عن الرئيس في مجالات مسؤولياتهم دون أي تفويض محدد.
بموجب العنوان 5 من كود الولايات المتحدة في القسم 3110 (المعروف أيضًا باسم قانون مكافحة المحسوبية الفيدرالي لعام 1967)، يُحظر على المسؤولين الفيدراليين تعيين أفراد أسرهم المباشرين في مناصب حكومية معينة، بما في ذلك تلك الموجودة في مجلس الوزراء.
بموجب قانون إصلاح الوظائف الفيدرالية الشاغرة لعام 1998، يجوز للإدارة تعيين نواب رؤساء الإدارات من موظفي الإدارة المعنية. قد يكون هؤلاء موظفين حاليين رفيعي المستوى، أو من المعينين السياسيين من الإدارة المنتهية ولايتها (بالنسبة للإدارات الجديدة)، أو في بعض الأحيان من المعينين من المستوى الأدنى في الإدارة.

## عملية التأكيد
يُرشّح رؤساء الإدارات التنفيذية وجميع رؤساء الوكالات الفيدرالية الأخرى من قبل الرئيس ثم يُعرضون على مجلس الشيوخ لتأكيد تعيينهم أو رفضه بأغلبية بسيطة (رغم أنه قبل استخدام «الخيار النووي» خلال كونغرس الولايات المتحدة الثالث عشر بعد المائة، كان يُمكن منعهم من خلال المماطلة السياسية، ما يتطلب اللجوء إلى إقفال المناقشة بالتصويت بنسبة 3⁄5 من الأغلبية العظمى لمواصلة النظر في تعيينهم). في حال الموافقة على تعيينهم، يستلمون وثيقة التعيين ويقسمون اليمين ويباشرون مهامهم. عندما لا يكون مجلس الشيوخ في حالة انعقاد، يمكن للرئيس تعيين نواب الرؤساء للوزارات التنفيذية، ويفعل ذلك في بداية فترة ولايته.
لا يحتاج نائب الرئيس المنتخب إلى مصادقة مجلس الشيوخ، وكذلك الأمر بالنسبة لرئيس موظفي البيت الأبيض، وهو منصب معين في المكتب التنفيذي للرئيس.

### الراتب
يتقاضى رؤساء الإدارات التنفيذية ومعظم كبار المسؤولين الفيدراليين الآخرين على مستوى مجلس الوزراء أو مجلس الوزراء الفرعي رواتبهم بموجب خطة أجور ثابتة من خمسة مستويات تُعرف باسم الجدول التنفيذي، وهو مدون في العنوان 5 من كود الولايات المتحدة. هناك واحد وعشرون منصبًا، بما في ذلك رؤساء الإدارات التنفيذية وغيرهم، يتلقون رواتب من المستوى الأول وهم مدرجون في العنوان 5 من كود الولايات المتحدة في القسم 5312، وستة وأربعون منصبًا من المستوى الثاني مدرجين في العنوان 5 من كود الولايات المتحدة في القسم 5313. اعتبارًا من يناير 2023، تم تحديد الأجر السنوي من المستوى الأول بمبلغ 235,600 دولار.
يبلغ الراتب السنوي لنائب الرئيس 235,300 دولار. تم تحديد مستوى الراتب بموجب قانون إصلاح الرواتب الحكومية لعام 1989، الذي ينص على تعديل تلقائي لتكلفة المعيشة للموظفين الفيدراليين. يحصل نائب الرئيس على نفس المعاش التقاعدي الذي يحصل عليه أعضاء الكونغرس الآخرين مثل رئيس مجلس الشيوخ.